# Amarel
Amarel (Diplodus vulgaris) – gatunek ryby z rodziny prażmowatych (Sparidae).

## Występowanie
Występuje we wschodnim Atlantyku – od Senegalu (rzadko) do Zatoki Biskajskiej – oraz w Morzu Śródziemnym i Czarnym.
Przebywa nad obficie porośniętym glonami dnem skalistym z piaszczystymi ławicami o głębokości od 2 do 20 m. Rzadziej występuje w lagunach. Występuje bardzo licznie.

## Opis
Osiąga 25–30 (maksymalnie 40) cm długości. Kształt ciała owalny, bocznie spłaszczony z bardzo lekko wysklepionym profilem głowy, pokrytej łuskami grzebykowymi. Otwór gębowy bardzo mały, szczęki jednakowej wielkości, lekko wysuwalne, każda z nich zaopatrzona w 8 szpatułkowatych, skierowanych ku przodowi zębów, z tyłu 2 szeregi zębów tnących. Lemiesz i łuki podniebienne pozbawione zębów. Pokrywy skrzelowe pozbawione kolców, krawędź części przedpokrywowej gładka. Płetwa grzbietowa długa, nie podzielona z 11–12 kolcami i 14–15 promieniami miękkimi. W płetwie odbytowej 3 kolce i 14 promieni miękkich. W płetwach piersiowych po 1 kolcu i 5 miękkich promieniach.
Ubarwienie grzbietu złocistobrązowe lub szare, brzuch srebrzysty. Na bokach 15–16 złociście lśniących podłużnych pasów. Między oczami a płetwą grzbietową oraz u nasady ogona 2 charakterystyczne czarne, siodlaste plamy.

## Odżywianie
Ryba ta żywi się drobnymi bezkręgowcami, głównie drobnymi skorupiakami i robakami.

## Rozród
Trze się w październiku. Ikra i larwy unoszą się w toni wśród planktonu. Przy długości 1–2 cm larwy przeobrażają się i podejmują wędrówkę w kierunku brzegów. Przy długości około 4 cm uzyskują ubarwienie podobne do osobników dorosłych.